# St-Nicolas (Capbreton)

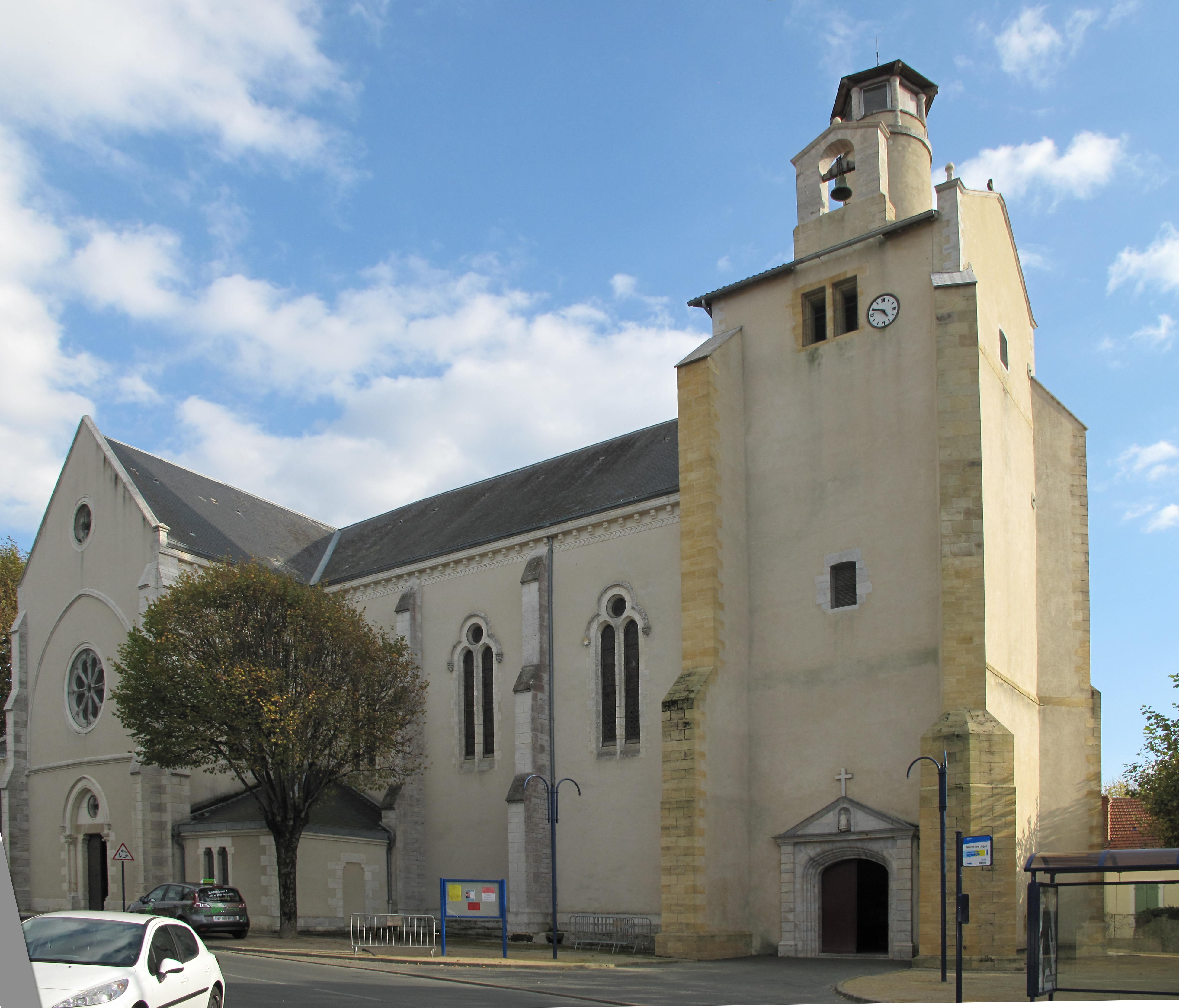
Pfarrkirche St-Nicolas

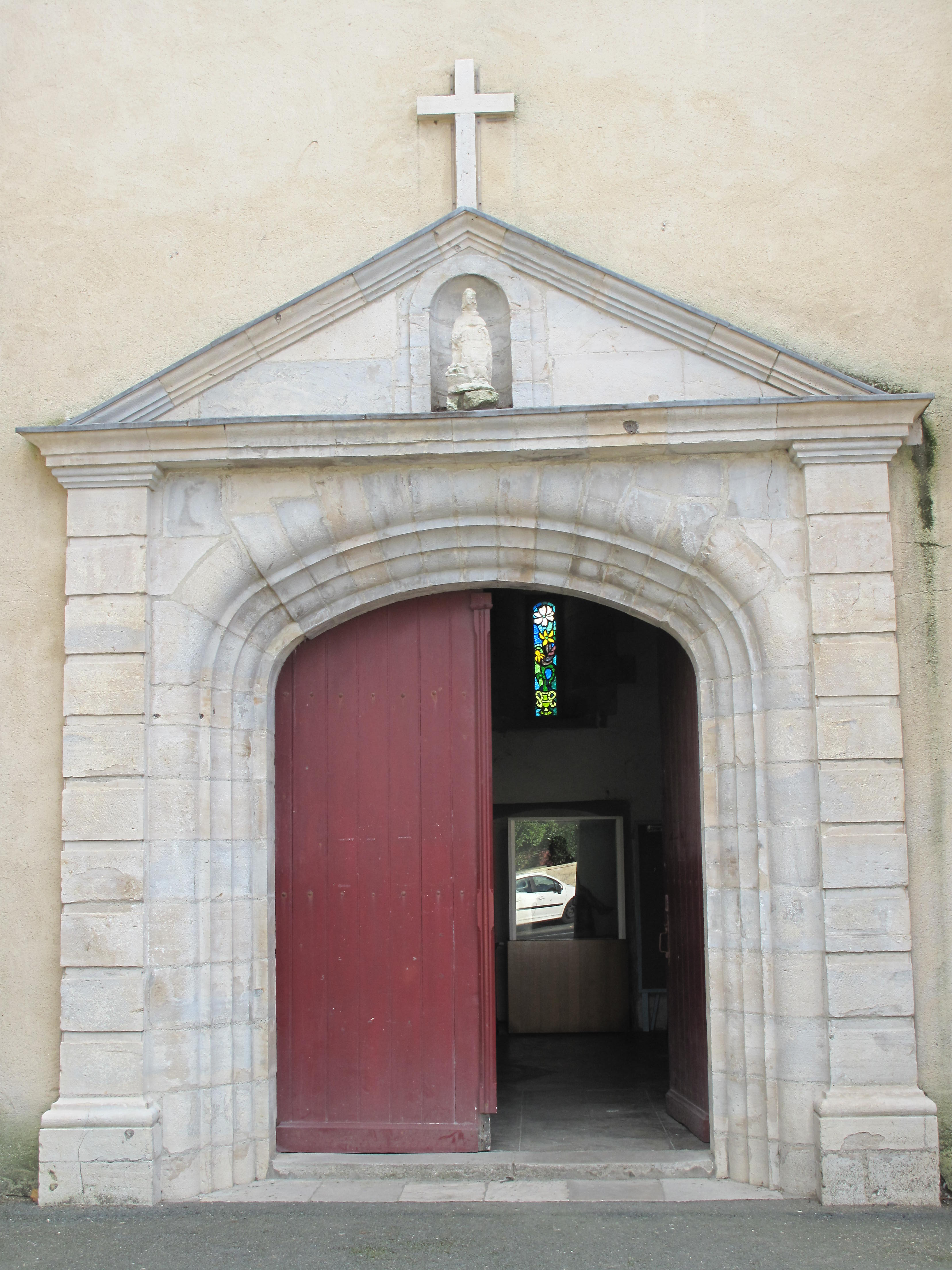
Haupteingang

Die katholische Pfarrkirche St-Nicolas in Capbreton, einer französischen Gemeinde im Département Landes in der Region Nouvelle-Aquitaine, wurde im 19. Jahrhundert als Neubau der früheren Kirche errichtet. Sie ist seit dem 16. Oktober 2000 als Monument historique eingeschrieben.

## Geschichte

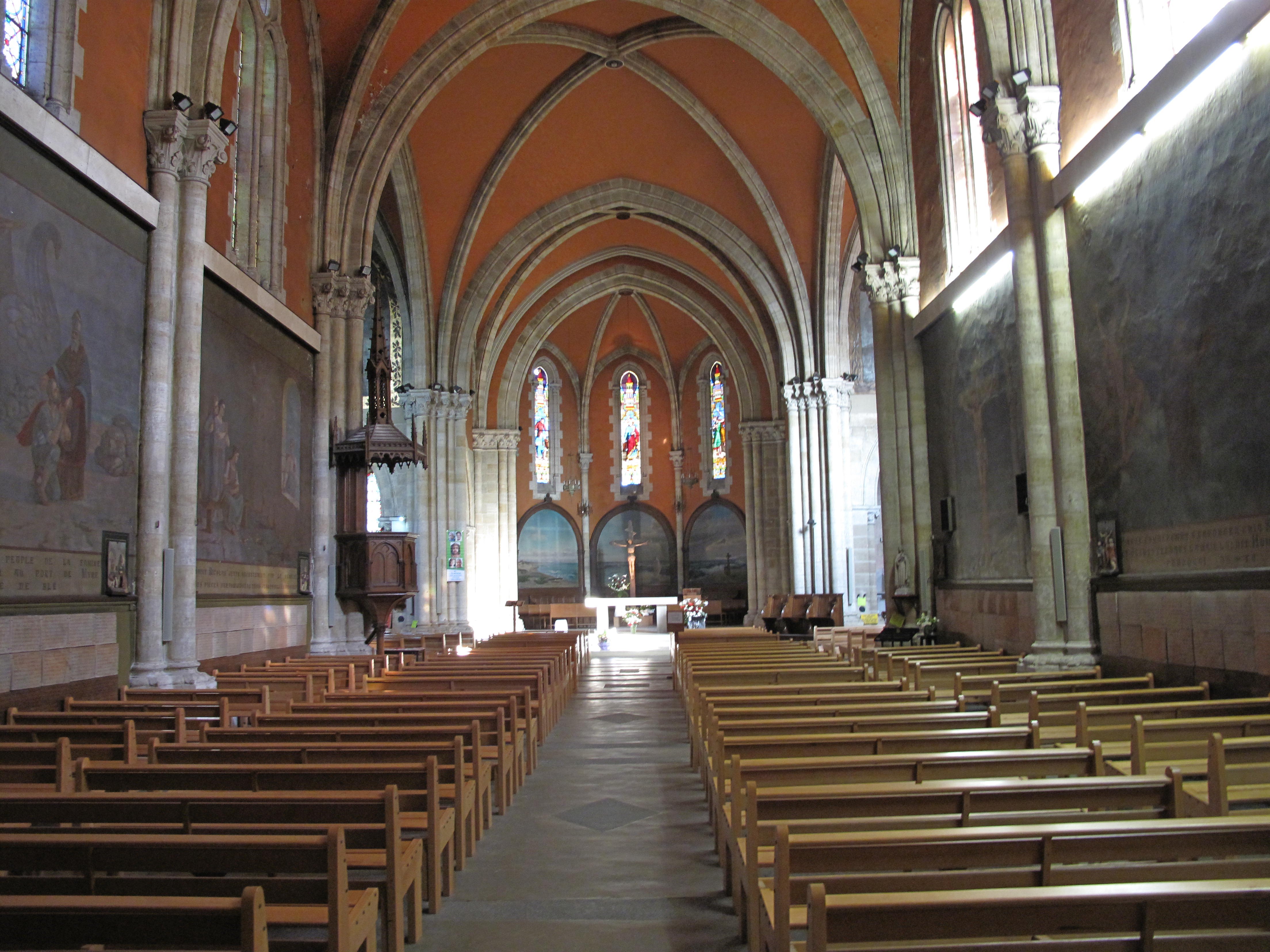
Blick in das Kircheninnere

Eine erste Nikolaus von Myra geweihte Kirche wurde 1539 auf der Stelle eines früheren, einfachen Gotteshauses errichtet. Ein viereckiger Wachturm gehörte zu dieser Zeit bereits dazu, der auch als Bake zur Navigation diente. Der Glockenturm kam ein Jahr später hinzu. In den Hugenottenkriegen wurde die Kirche 1570 von protestantischen Truppen in Brand gesteckt. Während der Terrorherrschaft in der Französischen Revolution war die Kirche Gefängnis für Basken, die als mutmaßliche Feinde der Revolution aus ihren Dörfern verschleppt worden waren. 1824 wurde der Turm durch einen Blitzschlag zerstört und 1826 in runder Form neu gebaut. Die ganze Kirche wurde 1865 bis 1866 nach Plänen des Architekten Ozanne bis auf den Glockenturm und die Vorhalle neu errichtet und von 1875 bis 1878 nach Plänen des Architekten Allard. Die Wandmalereien schufen zwischen 1889 und 1919 Jules und Gaston Gélibert und Claude Drouillard. Das einschiffige Langhaus mit falschem Kreuzrippengewölbe wird durch eine polygonale Apsis verlängert. Die Kirche ist seit dem 16. Oktober 2000 als Monument historique eingeschrieben.

## Ausstattung

### Bleiglasfenster

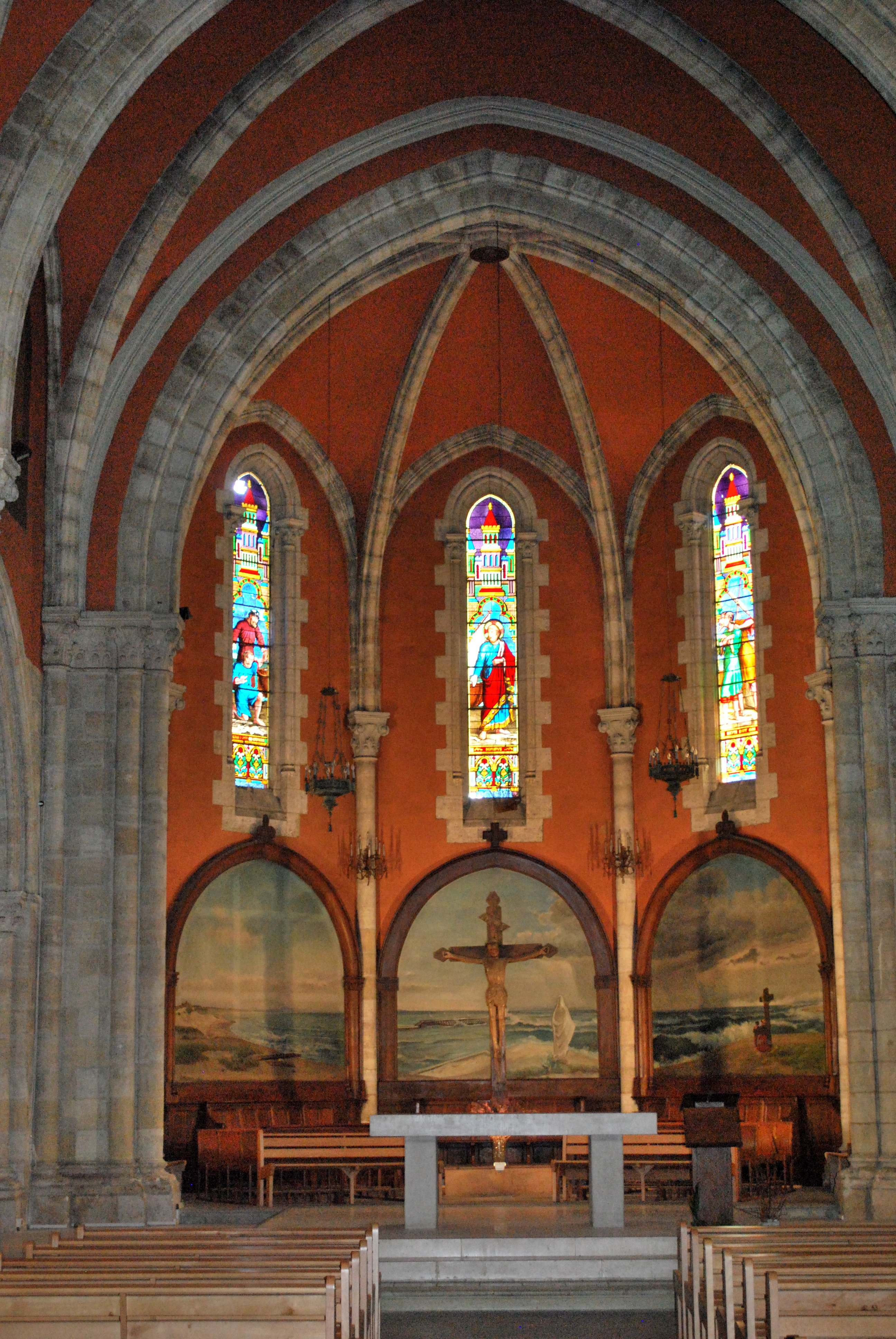
Blick auf den Chor

Siebzehn Bleiglasfenster sind Werke des Glasmalers Gustave Pierre Dagrant aus Bordeaux aus dem Jahr 1866. Sie zeigen biblische Personen oder Szenen und christliche Symbole:
- Fenster 0: Jesus ruft seine Jünger, im Hintergrund ein Segelboot
- Fenster 1: Berufung der Apostel Petrus und Andreas
- Fenster 2: Berufung der Apostel Jakobus der Ältere und Johannes
- Fenster 7: Geburt Christi
- Fenster 8: Maria am Fuß des Kreuzes
- Fenster 9: Mystischer Pelikan mit Kirchenlehrern der Ostkirche und der Lateinischen Kirche im Vielpass der Fensterrose: Gregor der Große, der heilige Hieronymus, Augustinus von Hippo, Ambrosius von Mailand, Basilius der Große, Gregor von Nazianz, Johannes Chrysostomos und Athanasius der Große
- Fenster 10: Die Taube als Symbol des Heiligen Geistes mit Heiligen im Vielpass der Fensterrose: Notre-Dame de Buglose, Nikolaus von Myra, Johannes der Täufer, Maria Magdalena, Vinzenz von Xaintes, Vinzenz von Paul, Vinzenz von Valencia und die heilige Quiteria
- Fenster 11: Herz Jesu und Nikolaus von Myra
- Fenster 12: Verkündigung des Herrn
- Fenster 13: Martin von Tours und Petrus
- Fenster 14: Birgitta von Schweden und Johannes der Täufer
- Fenster 15: Eugenia von Rom und Erzengel Michael
- Fenster 16: Alfonso Maria de Liguori und Bernhard von Clairvaux

Die Fenster 3 bis 6 haben einen rein dekorativen Charakter. Die Fenster 0 bis 8 besitzen eine einzelne Lanzette, die Fenster 9 und 10 sind als Fensterrosen ausgestaltet und die Fenster 11 bis 16 als doppelte Lanzette mit einer Persönlichkeit in einem zentralen Medaillon auf blauem oder rotem Hintergrund. Die Fenster 0 bis 3 bilden eine erzählerische Einheit. Das Fenster 7 wurde gegen 1985–1987 durch den Glasmalermeister Charles Carrère aus Anglet restauriert, indem Gesichter und Hände aufgefrischt wurden.

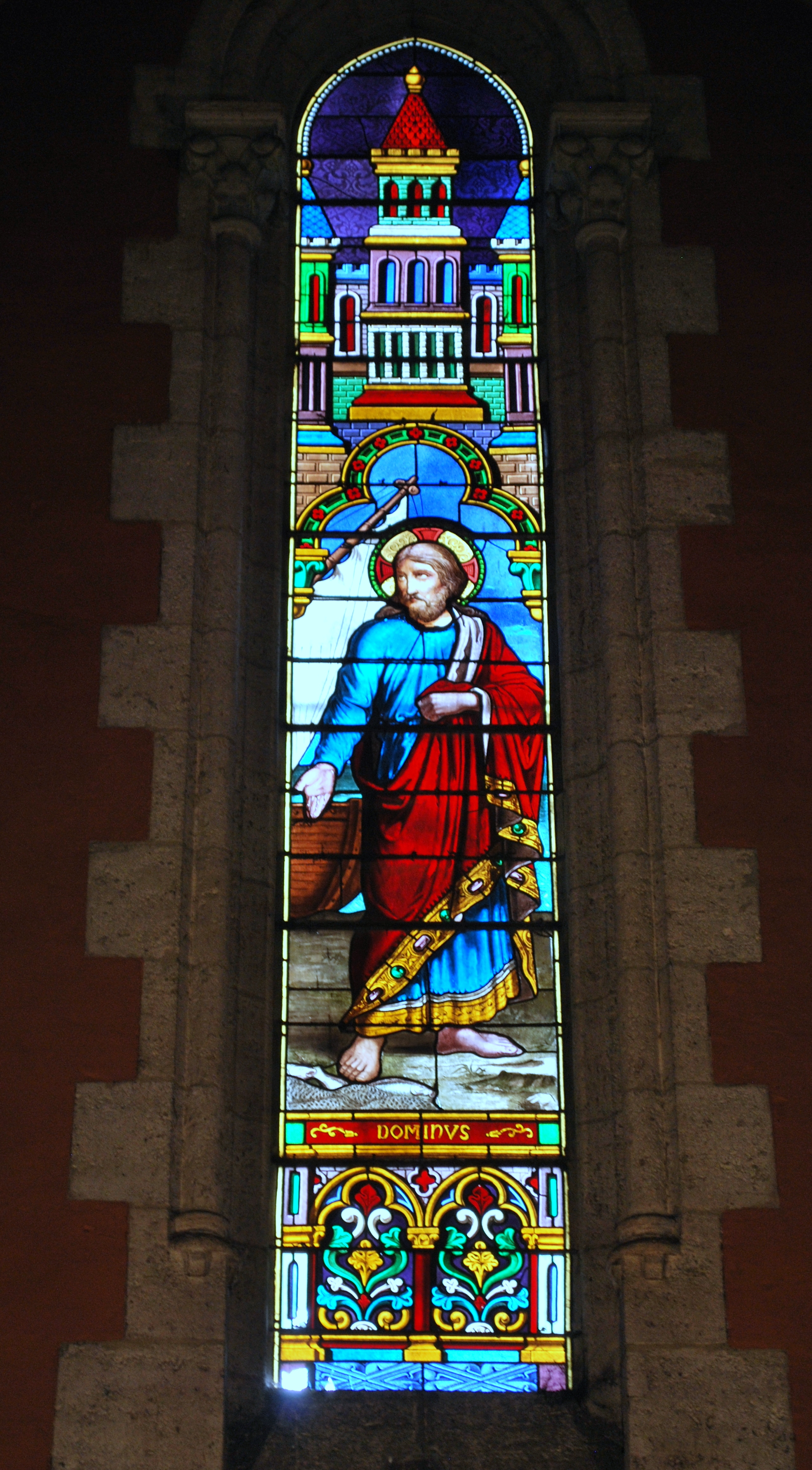
Jesus ruft seine Jünger
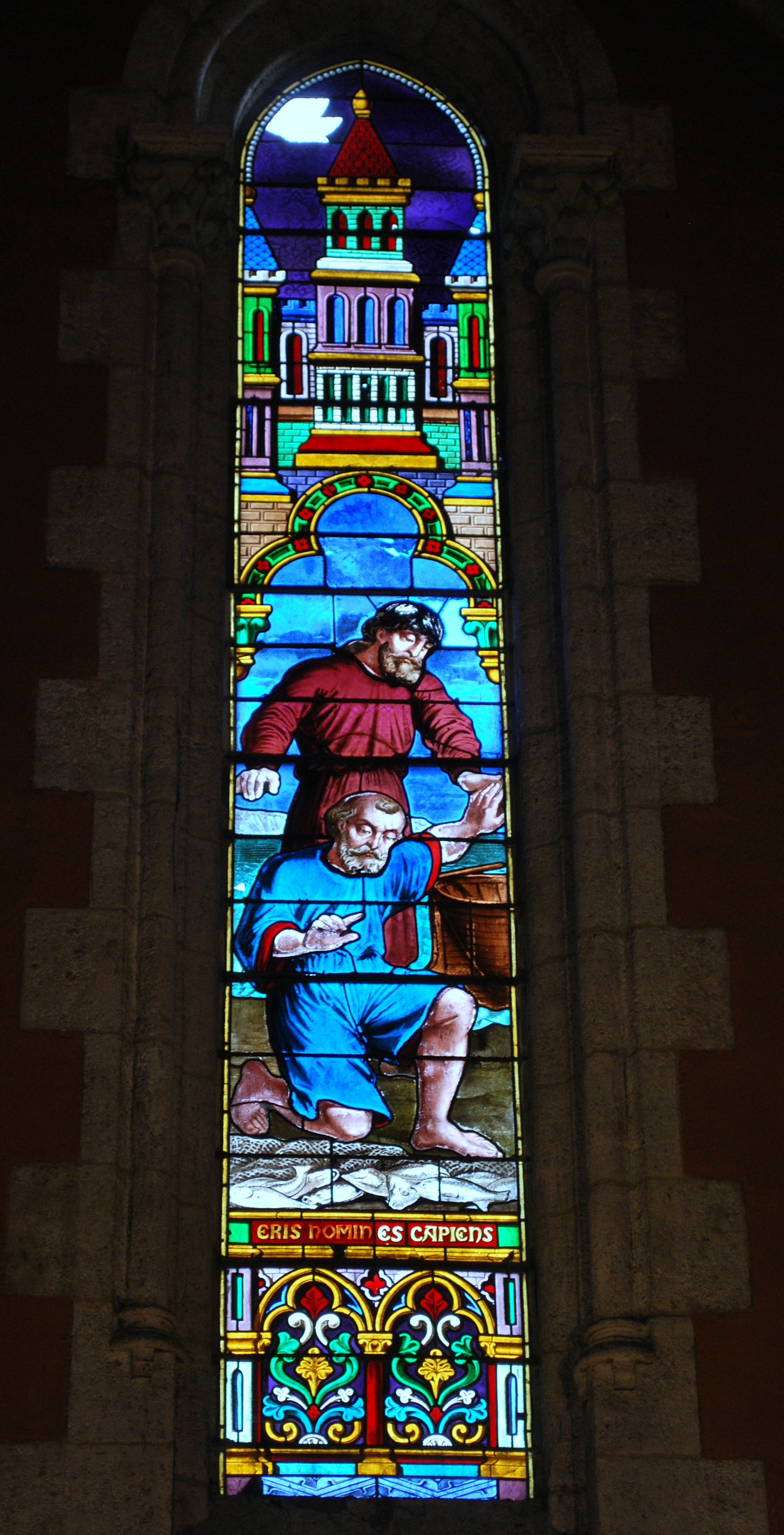
Berufung der Apostel Petrus und Andreas
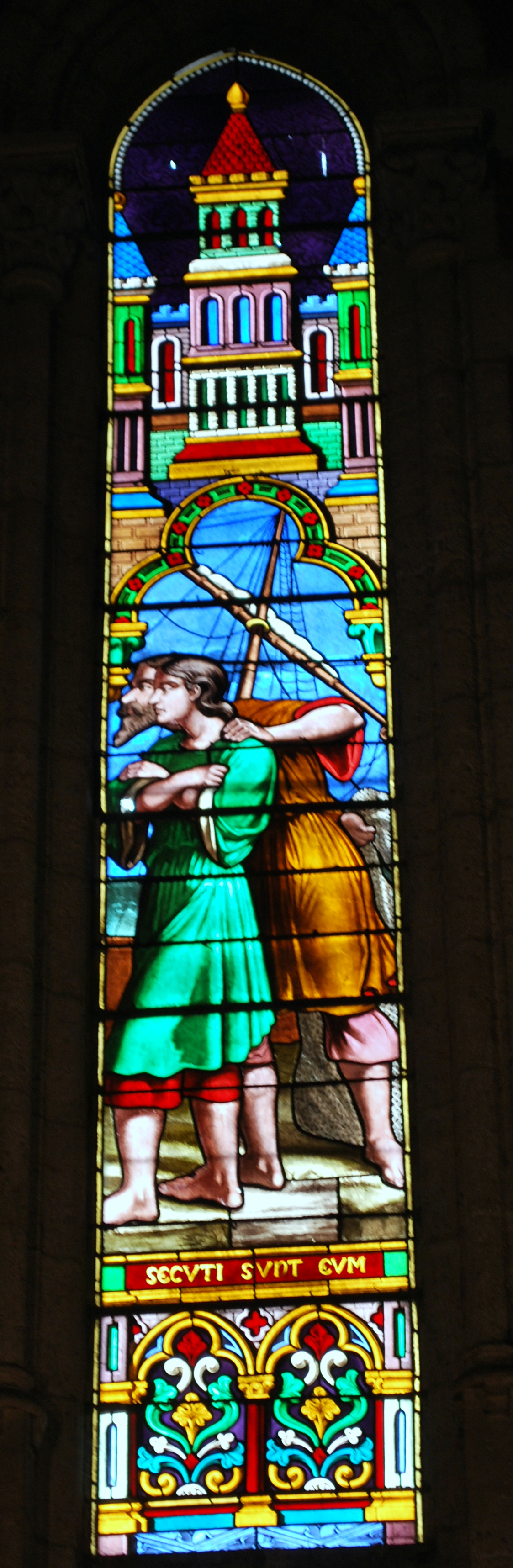
Berufung der Apostel Jakobus und Johannes
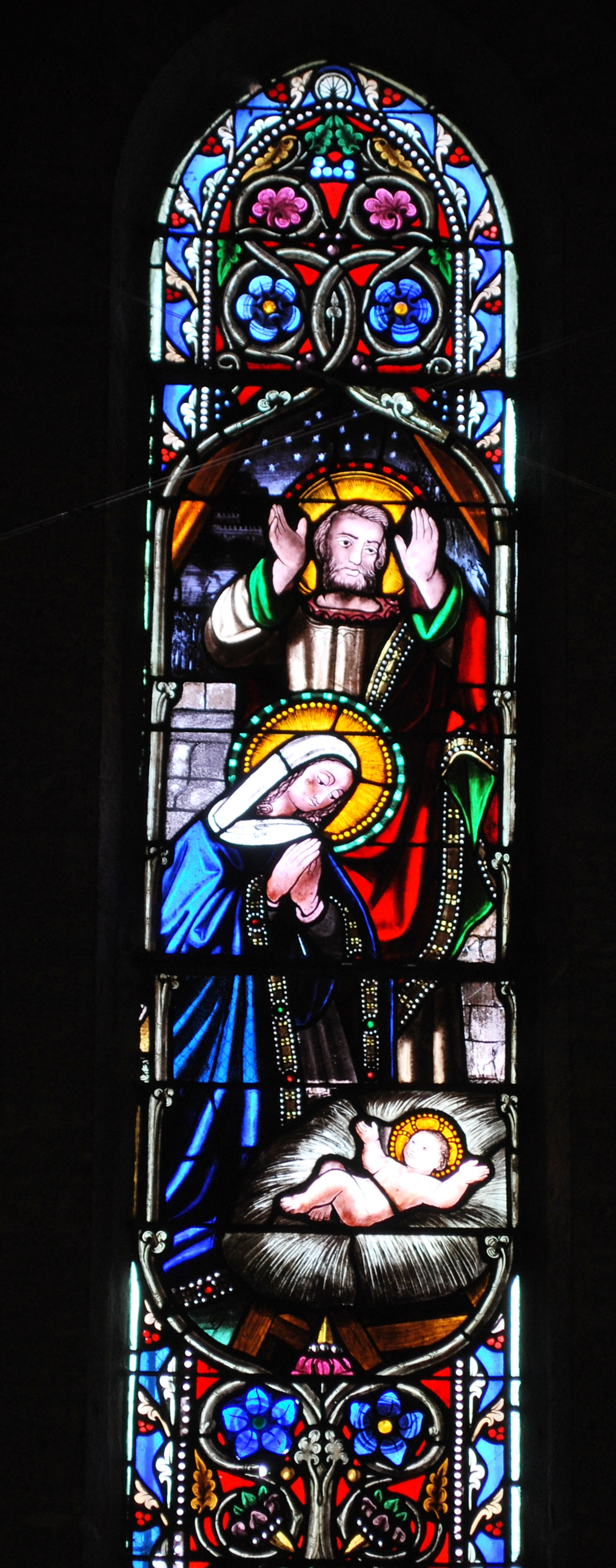
Geburt Christi
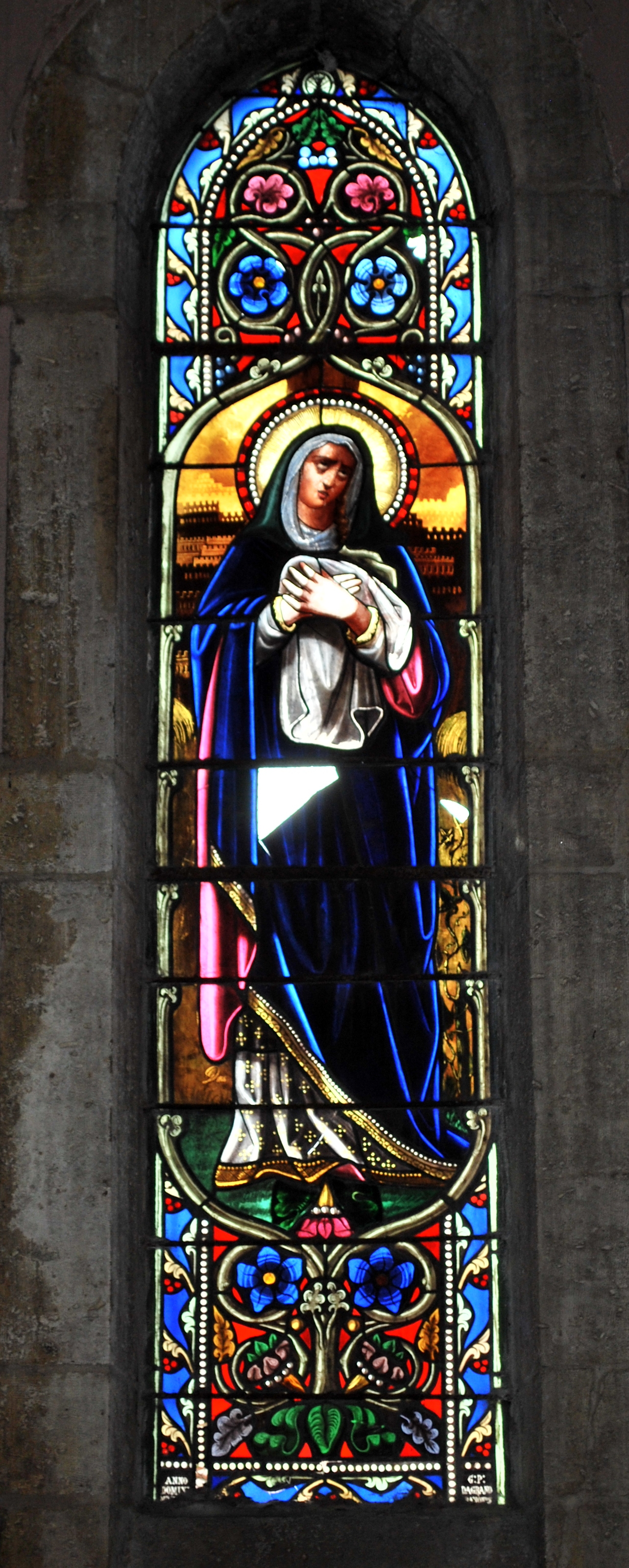
Maria am Fuß des Kreuzes
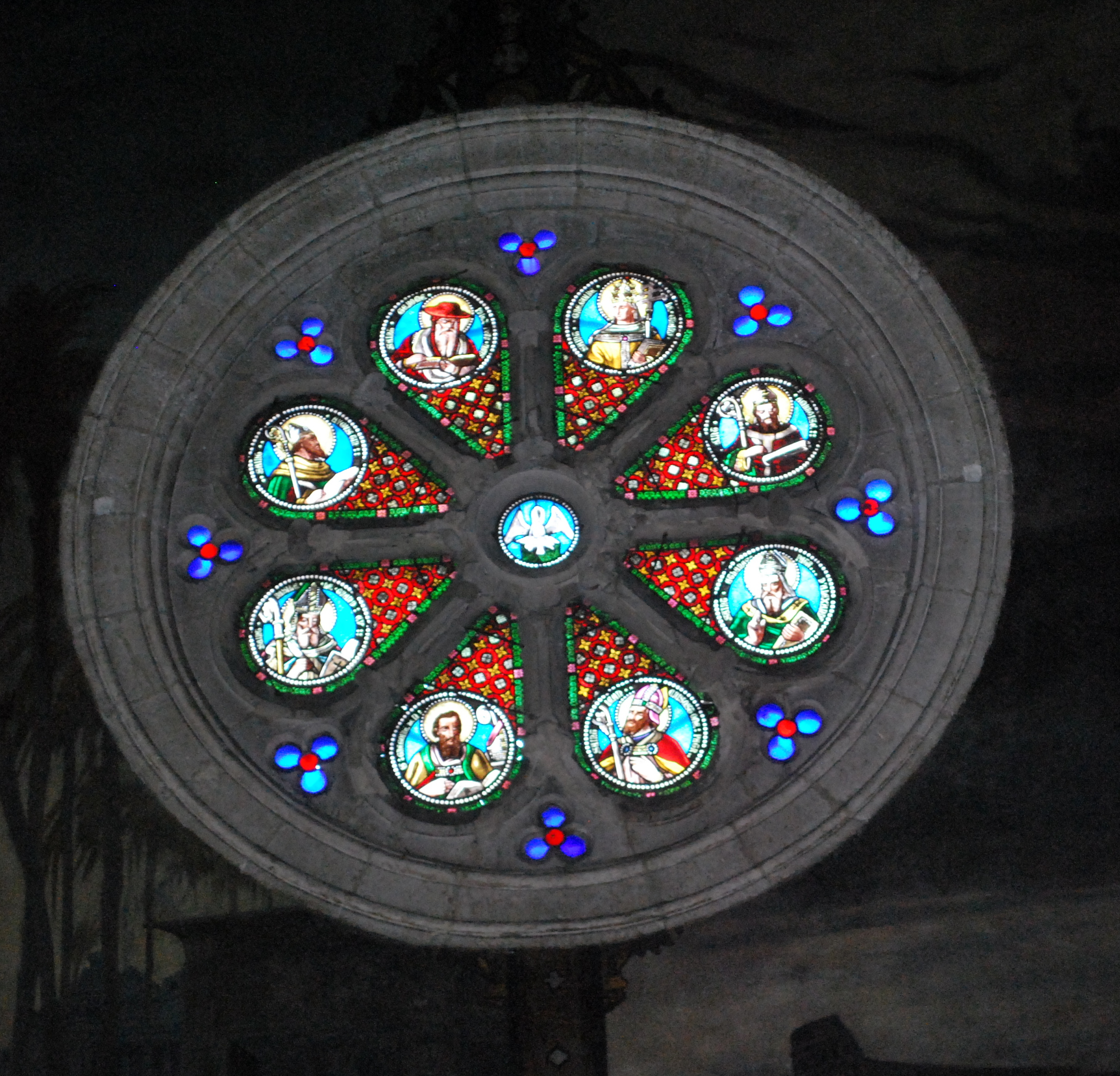
Pelikan mit Kirchenlehrern
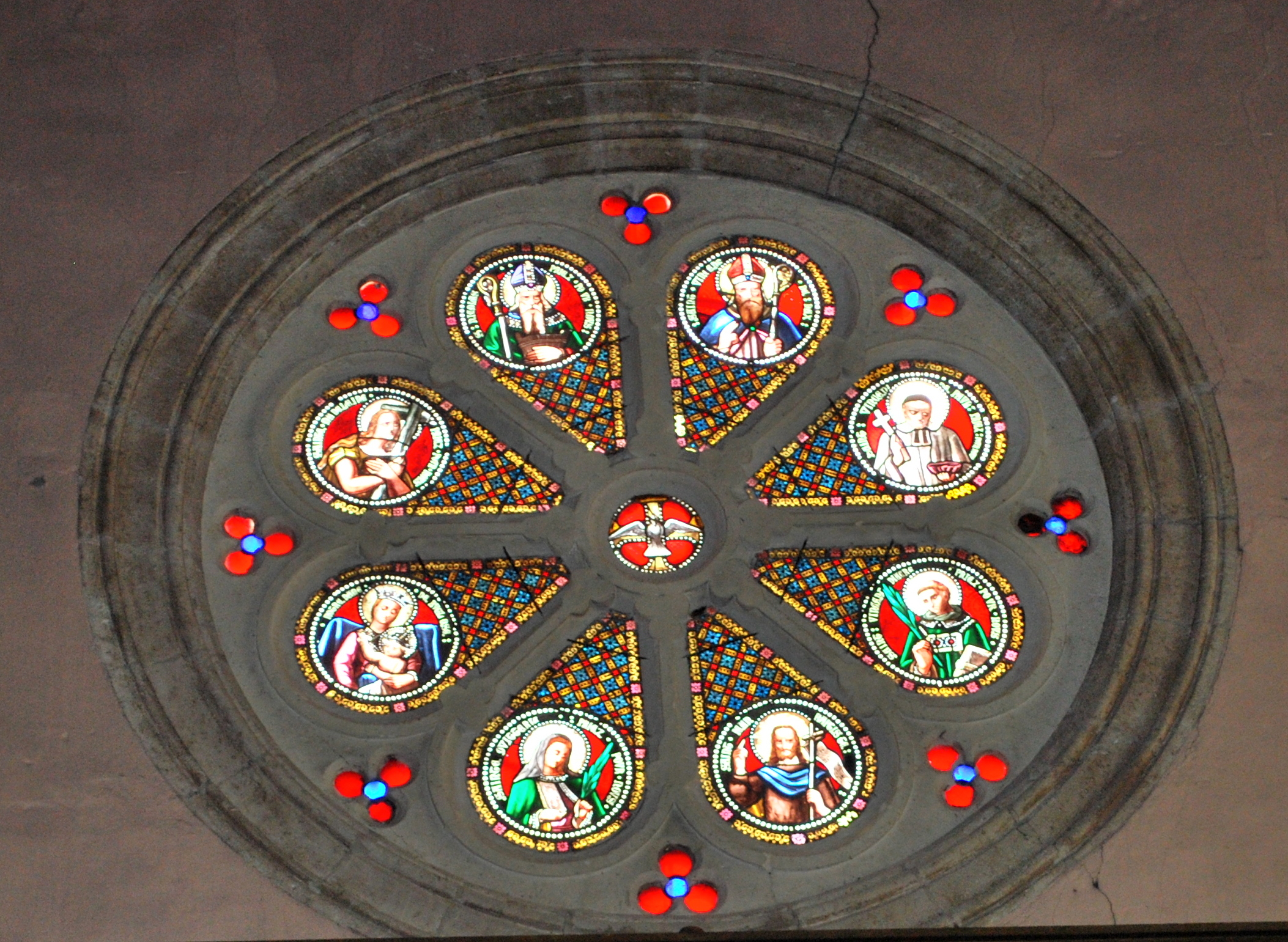
Taube mit Heiligen
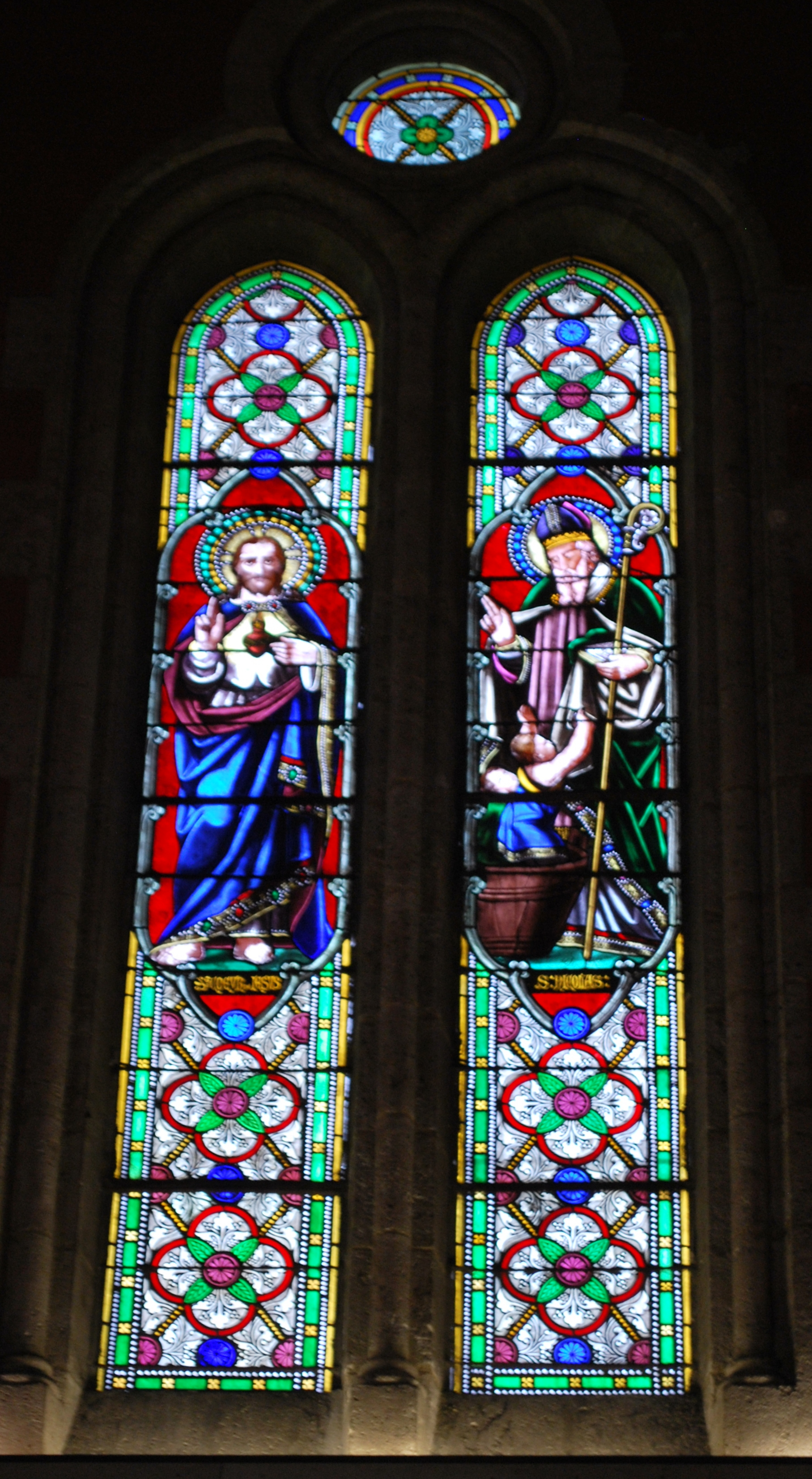
Herz Jesu und Nikolaus von Myra
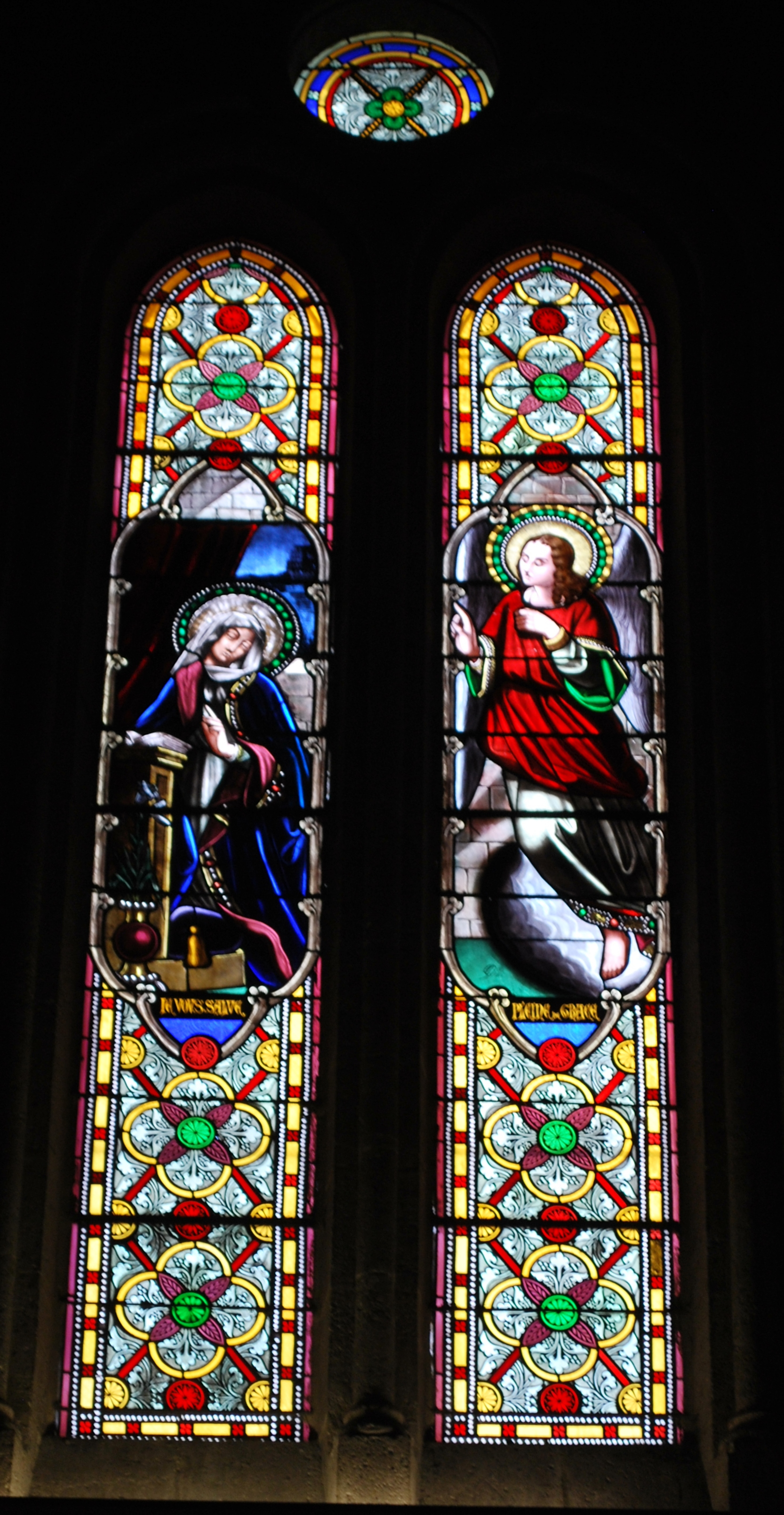
Verkündigung des Herrn
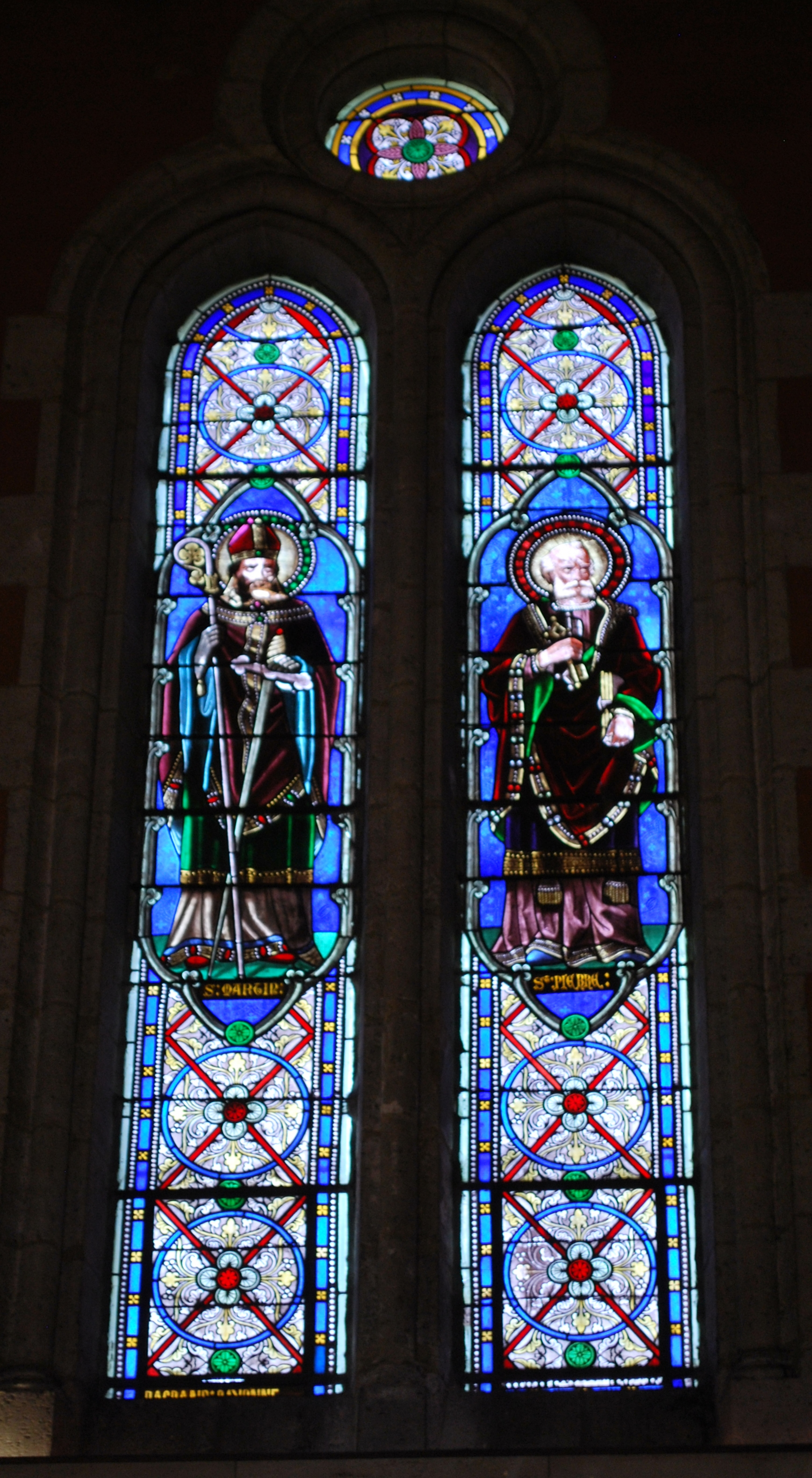
Martin von Tours und Petrus
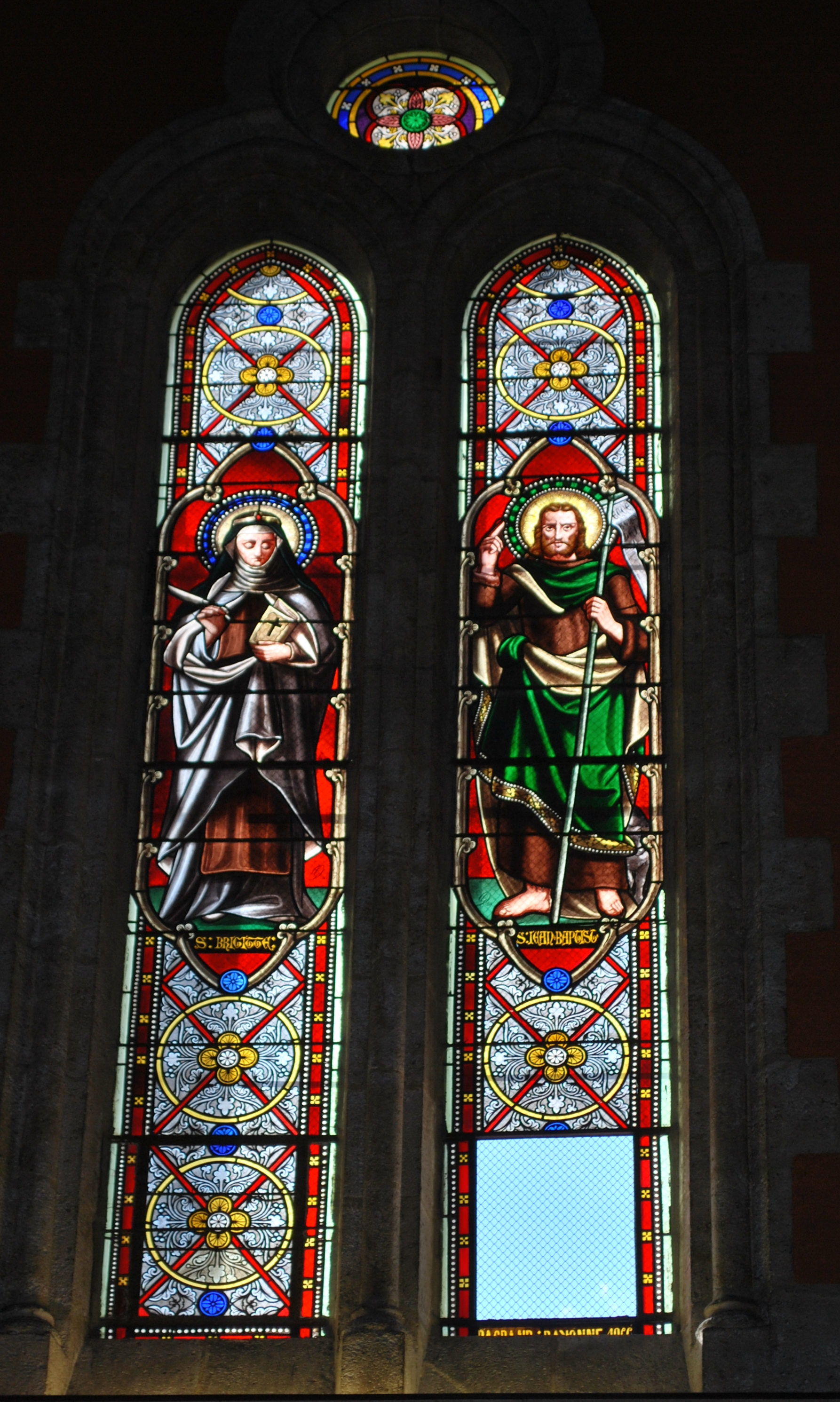
Birgitta von Schweden und Johannes der Täufer
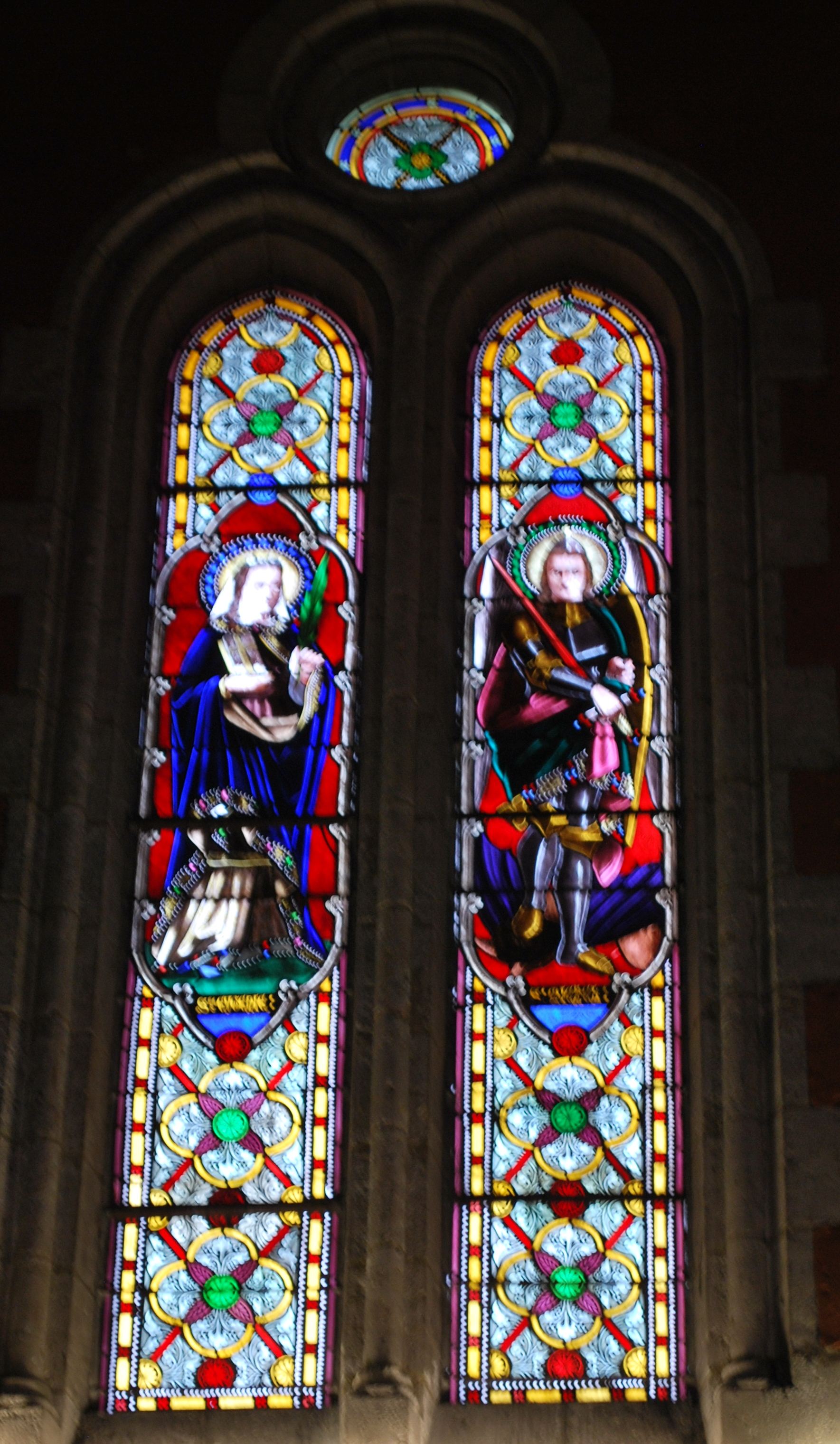
Eugenia von Rom und Erzengel Michael
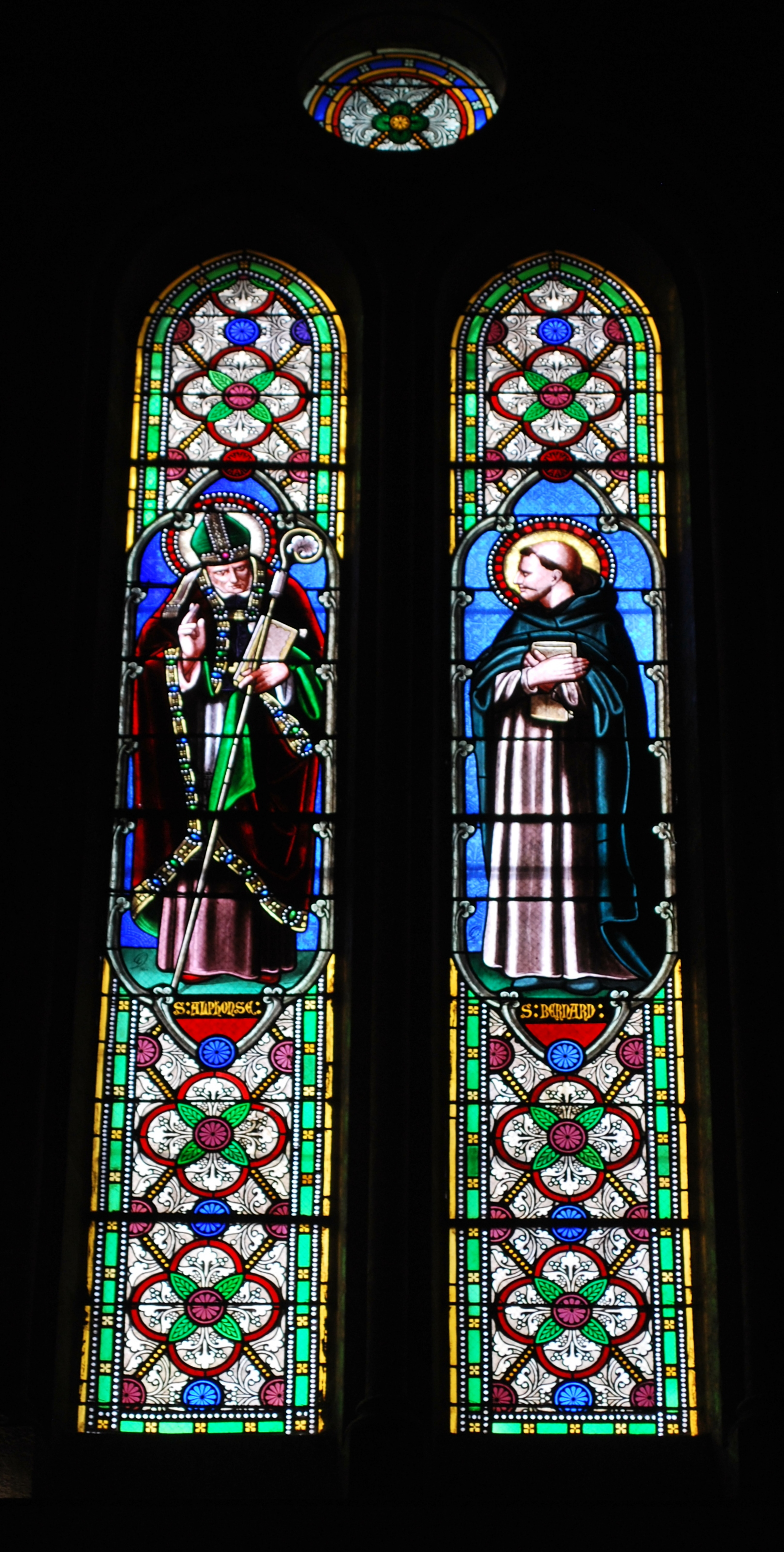
Alfonso Maria de Liguori und Bernhard von Clairvaux

### Glocke

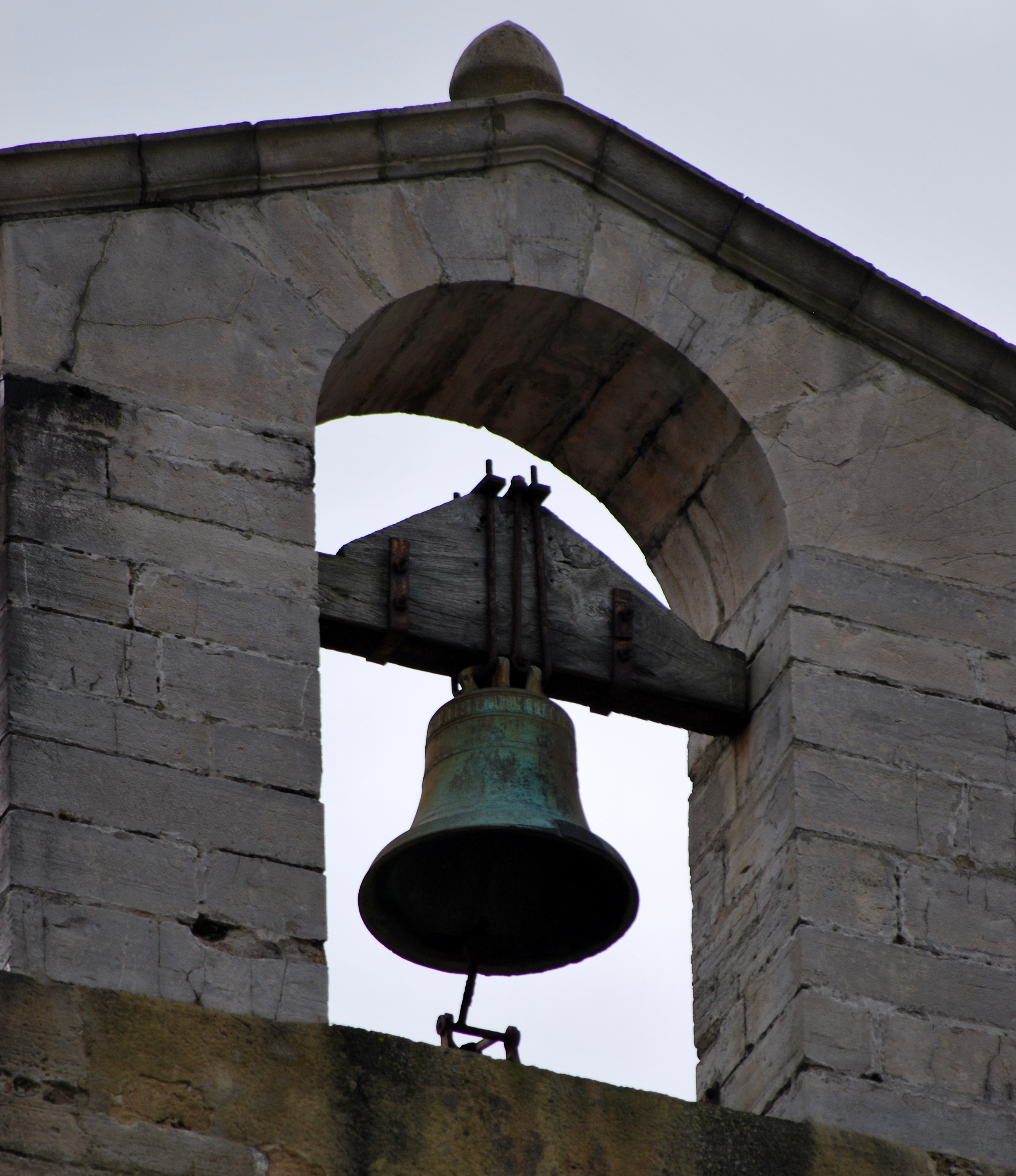
Glocke von 1483

Aus der ehemaligen Kapelle des Templerordens stammt eine Glocke, die in die Pfarrkirche überführt wurde. Sie ist aus Bronze gegossen und datiert aus dem Jahr 1483. Sie ist Maria Magdalena gewidmet, wie die Inschrift „L AN M CCCCLXXX III M MAGDALENA ORA PRO NOBIS“ sagt. Auf der Glocke ist das Motiv des Ecce homo abgebildet, ein gefesselter Jesus, aufrecht stehend, mit einem nackten Oberkörper und wahrscheinlich einer Dornenkrone. Das Bild wird mit einer Darstellung der Maria mit Jesuskind kontrastvoll ergänzt. Maria trägt das Kind mit Heiligenschein, das die Erdkugel hält, auf dem linken Arm. Über dem Kopf Marias hält ein Engel eine Krone. Eine zweite Glocke ist jüngeren Datums. Sie wurde vermutlich 1852 von der Gießerei Perret in Auch neu in Bronze gegossen. Die Glocke ist laut ihrer Inschrift „Sit nomen Domini benedictum – Sancte Nicolae ora pro nobis“ dem Schutzpatron der Kirche, dem heiligen Nikolaus, gewidmet. Ihre Ikonografie besteht aus dem gekreuzigten Christus, einer Maria mit Jesuskind und einer Darstellung des heiligen Nikolaus mit einem Fries aus Akanthusblättern.

### Wandmalereien
Zu den außergewöhnlichen Elementen der Innenausstattung gehören die Wandmalereien verschiedener Künstler.
Jules Bertrand Gélibert (1834–1916):

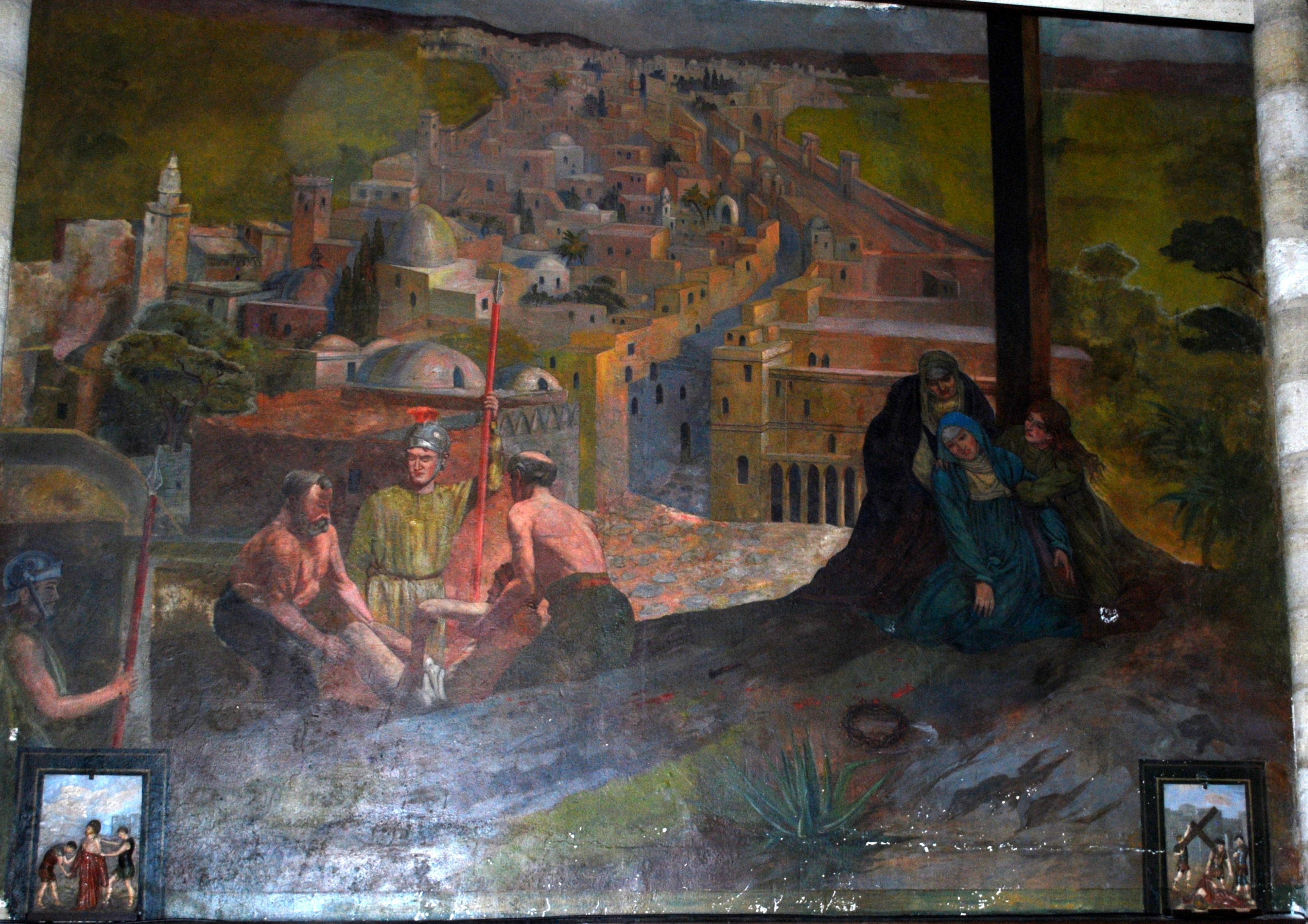
Kreuzabnahme

- La mer calmée après la tempête (deutsch Das beruhigte Meer nach dem Sturm) und La mer en furie (deutsch Das wütende Meer). Die beiden Wandgemälde entstanden 1889 und befinden sich in einem Rundbogenrahmen aus Holz im Chor. Nach dem Sturm liegen Trümmer und ein Schädel auf dem Strand. Im Sturm stehen eine Mutter und ihr Sohn auf dem Strand neben einem Kreuz und beten in ihrer Not für die Rückkehr der Seeleute. Die Gemälde messen ca. 4,20 m in der Höhe und 3,50 m in der Breite. Sie werden durch ein Werk des Malers Francis Renaud komplettiert, das seit 1969 die Lücke zwischen den beiden Gemälden ausfüllt, die durch die Verlegung des früheren Hauptaltars entstanden war. Es trägt den Titel La Vierge dominant la mer (deutsch Die über das Meer herrschende Jungfrau). Die Materialien und Farbnuancen entsprechen perfekt den beiden 80 Jahre früher entstandenen Bildern. Die Gemälde von Gélibert sind in der Liste der nationalen Kulturgüter eingetragen.[8][9]

- La Conversion de saint Hubert (deutsch Die Bekehrung des heiligen Hubertus). Das Ölgemälde hängt im Langhaus auf der rechten Seite; es entstand 1891 auf Bestellung des Pfarrers Gabarra. Das Bild zeigt die Szene, in der der heilige Hubertus der Legende nach bekehrt wurde. Die Jagdgesellschaft mit dem heiligen Hubertus, einem Pikör, zwei Pferden und einer Hundemeute hält angesichts eines Hirsches inne, zwischen dessen Geweih ein Kreuz erstrahlt. Die beiden großen Bäume in der Mitte und die Dunkelheit des Himmels unterstreichen die Dramatik der Szene. Das ca. 6,50 m hohe und 5 m breite Gemälde ist seit dem 4. September 1996 als Monument historique klassifiziert.[10][9]

- Saint Nicolas sauvant un navire du naufrage (deutsch Der heilige Nikolaus rettet ein Schiff vor dem Untergang). Das Wandgemälde ist 1892 ebenfalls auf Bestellung des Pfarrers Gabarra entstanden und in der Liste der nationalen Kulturgüter eingetragen. Der Heilige wird in diesem Bild als älterer Mann, in Weiß gekleidet und mit einem Heiligenschein dargestellt.[11][9]

- La pêche miraculeuse (deutsch Der wundersame Fang). Das Wandgemälde befindet sich im rechten Querschiff und ist 1893 ebenfalls auf Bestellung des Pfarrers Gabarra entstanden und in der Liste der nationalen Kulturgüter eingetragen.[12][9]

- Sainte Madeleine au désert (deutsch Die heilige Maria Magdalena in der Wüste) und Saint Jean-Baptiste au désert (deutsch Der heilige Johannes der Täufer in der Wüste). Die beiden Wandgemälde befinden sich im Chor und sind weder signiert noch datiert, aber 1893 ebenfalls auf Bestellung des Pfarrers Gabarra entstanden und in der Liste der nationalen Kulturgüter eingetragen.[13][9]

Claude Drouillard:
- Christ en croix (deutsch Christus am Kreuz) und Jésus marchant sur les eaux (deutsch Jesus geht auf dem Wasser). Die beiden Wandgemälde im Langhaus auf der rechten Seite entstanden ebenfalls 1895 auf Bestellung des Pfarrers Gabarra, nachdem Jules Bertrand Gélibert seinen Malerkollegen dem Pfarrer vorgestellt hatte. Sie sind in der Liste der nationalen Kulturgüter eingetragen.[14][9]

- Zwei Szenen aus dem Leben des heiligen Nikolaus. Die erste zeigt den Heiligen, als er die Bewohner von Myra vor dem Verhungern rettet, indem er mit einem mit Weizen beladenen Schiff anlegt. Der heilige Nikolaus wird hier als Bischof mit Mitra dargestellt. Das zweite zeigt den Heiligen als jungen Mann, der drei jungen, aber verarmten Frauen heimlich Goldstücke durch ein Fenster wirft, damit sie heiraten können. Die Bilder messen ca. 4 m in der Höhe und 5 m in der Breite. Sie entstanden 1895 und sind in der Liste der nationalen Kulturgüter eingetragen.[15][9]

Gaston Gélibert (1850–1931):
- Fuite en Egypte (deutsch Flucht nach Ägypten). Das rund 10 m hohe Wandgemälde befindet sich im hinteren Teil des Langhauses über dem Eingang und ist 1895 entstanden. Es zeigt in einer nächtlichen Szene die Flucht nach Ägypten. Das Gemälde ist in der Liste der nationalen Kulturgüter eingetragen.[16][9]

- La Naufrage (deutsch Der Schiffbruch). Das Wandgemälde misst 4 m in der Höhe und 5 m in der Breite und befindet sich im Langhaus auf der linken Seite. Gaston Gélibert schuf es 1898 mit einer heute teilweise unleserlichen Widmung. Es repräsentiert das Leben und die Ängste der Seefahrer von Capbreton, von denen einige Modell für das Gemälde gestanden haben. In einem Sturm sind ein Fischer und ein Matrose der Marine, zu erkennen an dem roten Bommel seiner Mütze, in höchster Not dargestellt. Das Gemälde ist ebenfalls in der Liste der nationalen Kulturgüter eingetragen.[17][9]

- Descente de croix (deutsch Kreuzabnahme) und Mise au tombeau (deutsch Grablegung Christi). Die beiden Wandgemälde entstanden 1919 und sind in der Liste der nationalen Kulturgüter eingetragen. Die schmerzerfüllte Maria wird am Fuße des leeren Kreuzes von zwei Frauen gestützt, während Christus von zwei Männern unter der Aufsicht von römischen Soldaten bestattet wird. Im Hintergrund ist die Stadt Jerusalem dargestellt.[18][9]

- Martyre de sainte Catherine (deutsch Märtyrertod der heiligen Katharina) und Martyre de saint Sébastien (deutsch Märtyrertod des heiligen Sebastian). Die beiden Wandgemälde im nördlichen Transept entstanden ebenfalls 1919 und sind in der Liste der nationalen Kulturgüter eingetragen. Unterhalb der Bilder befinden sich die Wandgemälde La controverse de sainte Catherine avec les docteurs d’Alexandrie (deutsch Der Streit der heilige Katharina mit den Gelehrten aus Alexandrien) links und Saint Sébastien exhorte ses amis chrétiens (deutsch Der heilige Sebastian ermuntert seine christlichen Freunde) rechts.[19][9]

### Gedenktafeln
Tafeln aus Terrakotta oder Holz bedecken den unteren Teil der Wände des Langhauses. Es sind keine Votivtafeln, sondern ein Verzeichnis der 1062 Capbretonnais, die zwischen 1533 und 1752 in der Kirche bestattet wurden. Im Auftrag des Pfarrers Jean-Baptiste Gabarra schufen zu Beginn des 20. Jahrhunderts der Bildhauer Clément d’Astanières 178 Terrakottatafeln und der dänische Ingenieur Svend Steenstrup 65 Holztafeln. Als Quelle wurde das Gemeindearchiv genutzt. Die Gebeine liegen auch heute noch unter dem Boden, da die Kirche auf den Fundamenten der Kirche von 1539 gebaut wurde. In der Vorhalle sind Tafeln aus Marmor angebracht, die die Namen von Capbretonnais tragen, die im Meer umgekommen sind, z. B. Opfer eines Schiffbruchs oder einer Seeschlacht waren oder in die Hände von Piraten fielen.
Wikimedia Commons: Fotos der Gedenktafeln

### Weitere Ausstattungsgegenstände
Alle folgenden Ausstattungsgegenstände sind als nationale Kulturgüter registriert.
- Skulptur Christ en croix. Das Kruzifix stammt ursprünglich aus der zerstörten Kirche im Viertel Bouret. Der Körper misst 1,60 m in der Höhe, das Kreuz ca. 3 m. Es dürfte anhand der Ausdrucksweise der Anatomie, die die Spätgotik anklingen lässt, nicht vor dem 15. Jahrhundert entstanden sein. Die Arme, vielleicht auch der Kopf, wurden im Laufe der Jahrhunderte möglicherweise ausgetauscht. Die Skulptur ist seit dem 5. November 1912 als Monument historique  klassifiziert.[21][22]

- Skulptur Christ en croix. Die Kirche birgt ein zweites, kleines Kruzifix jüngeren Datums. Die Überlieferung datiert es auf das 13. oder 14. Jahrhundert. Aber der sehr idealisierte Kopf und die Gliedmaßen lassen eher auf das 18. Jahrhundert als Entstehungsdatum schließen. 1931 wurde es von dem Bildhauer Lavaria restauriert.[23]

- Statue Omnipotentia Supplex. Die Marienstatue ist ein Werk von Clément d’Astanières aus dem Jahr 1893. Die „Allmächtige flehende“ Marienstatue, die sich für die Seelen der Fischer einsetzt, ist aus weißem Marmor gearbeitet und ca. 86 cm groß.[24]

- Statue des heiligen Petrus. Die Statue ist ein Werk des Bildhauers Dolhéguy aus dem Jahr 1827; sie ist aus gebeiztem und gewachstem Holz gearbeitet. M. de Junca restaurierte sie 1932.[25]

### Narthex

#### Pietà

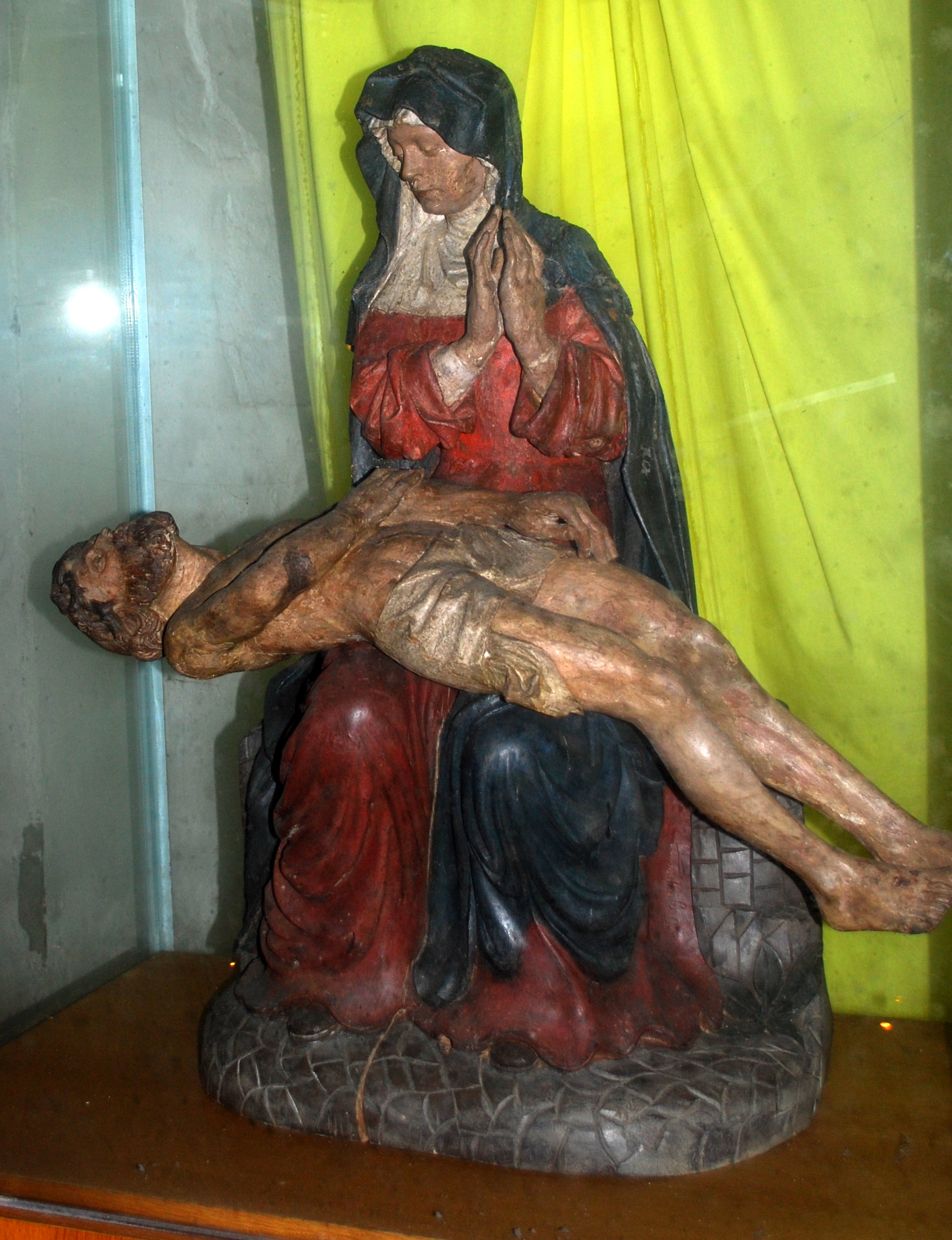
Pietà

Die farbig gefasste Statue stammt aus dem 15. Jahrhundert und ist eine der vier älteren Pietàs des Departements. Sie wurde von Seeleuten aus Capbreton gestiftet, die 1492 ihre Bruderschaft „Notre-Dame de Pitié“ gründeten. Vor der Französischen Revolution stand sie oberhalb des Tabernakels des Hauptaltars, während der Revolution war sie versteckt. Während des Neubaus der Kirche im 19. Jahrhundert wurde sie im Pfarrhaus verwahrt. Am 21. November 1875 trugen sie Seeleute in einer Prozession von der Kirche zum Strand, wo sie in einer Nische auf dem Schuppen des Rettungsbootes aufgestellt wurde, zum Zeichen des Schutzes für die Seefahrer. 50 Jahre später erforderte der Ausbau der Strandanlagen den Abriss des Schuppens. Bei der Entnahme aus der Nische zeigte sich, dass die Statue unter den Wettereinflüssen gelitten hatte. Der Bildhauer Raymond de Broutelles aus Paris unterzog sie einer Restaurierung, insbesondere der unteren, am meisten beschädigten Partien. Die beiden Dübel, die den Körper des Christus am Körper der Maria fixierten, wurden ausgetauscht, so dass nunmehr seine Position auf den Knien seiner Mutter verändert ist. Jules Bertrand Gélibert übernahm die Arbeit der farbigen Fassung. Seitdem hat die Pietà ihren Platz in der Vorhalle auf einer Stele. 1992 musste sie allerdings Capbreton vorübergehend wegen einer erneuten Restaurierung verlassen. Am 13. April 1995, dem Gründonnerstag, wurde sie in der Nische einer kleinen Tür, genannt „Tür der Cagots“, in einer Vitrine mit einem System der Sicherheit, der Belüftung und der Regulierung der Luftfeuchtigkeit wieder aufgestellt. Die Pietà ist seit dem 25. Januar 1913 als Monument historique  klassifiziert.

#### Reliefs aus Terrakotta
Reliefs aus Terrakotta sind ein Werk des Keramikers und Herstellers von Fayencen Jules-Alphonse Loebnitz aus Paris, der ab 1880 mit seinem Vater Jules Paul Loebnitz (1836–1895) zusammenarbeitete. Die Reliefs datieren aus dem Ende des 19. oder dem Beginn des 18. Jahrhunderts und sind ursprünglich sechs Nachbildungen von acht Werken des Bildhauers Clément d’Astanières, der sie für die Jesuskind-Kapelle in Paris anfertigt hatte. Die Reliefs in dieser Kirche sind eine Gabe der Witwe von Clément d’Astanières nach seinem Tod an den Pfarrer Gabarra. Sie bestehen aus zwei Sätzen von je drei Tafeln mit Darstellungen von Heiligen. Die jeweils mittlere Tafel ist breiter und zeigt zwei Persönlichkeiten. 
Diese sind:
- die heiligen Donatian und Rogatian,
- der heilige Stanislaus Kostka,
- die heilige Katharina von Alexandrien,
- die heilige Clothilde und die heilige Genoveva von Paris und
- die heilige Jeanne d’Arc.

Eine Tafel mit dem heiligen Tarzisius befindet sich nicht mehr in der Kirche.

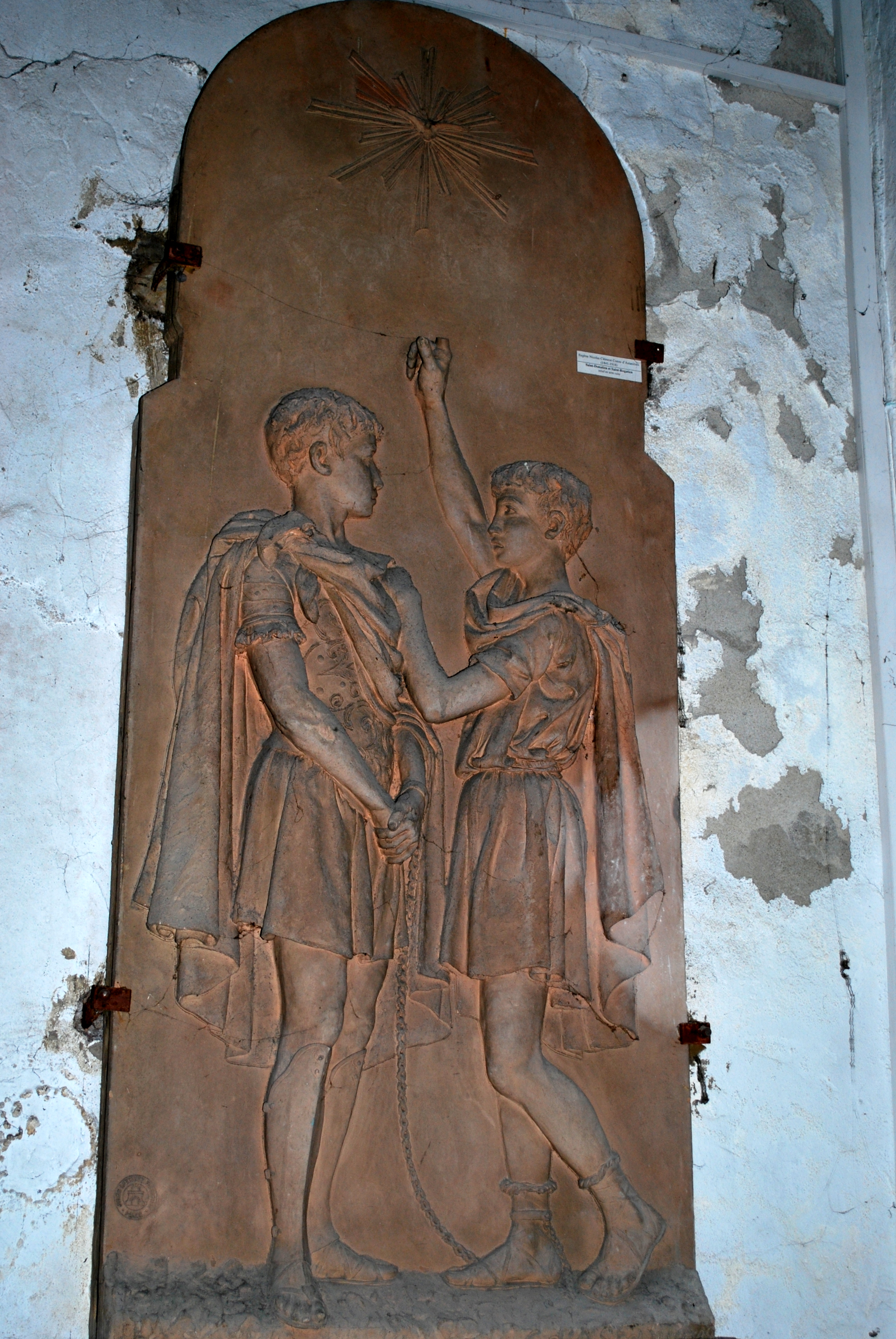
Donatian und Rogatian
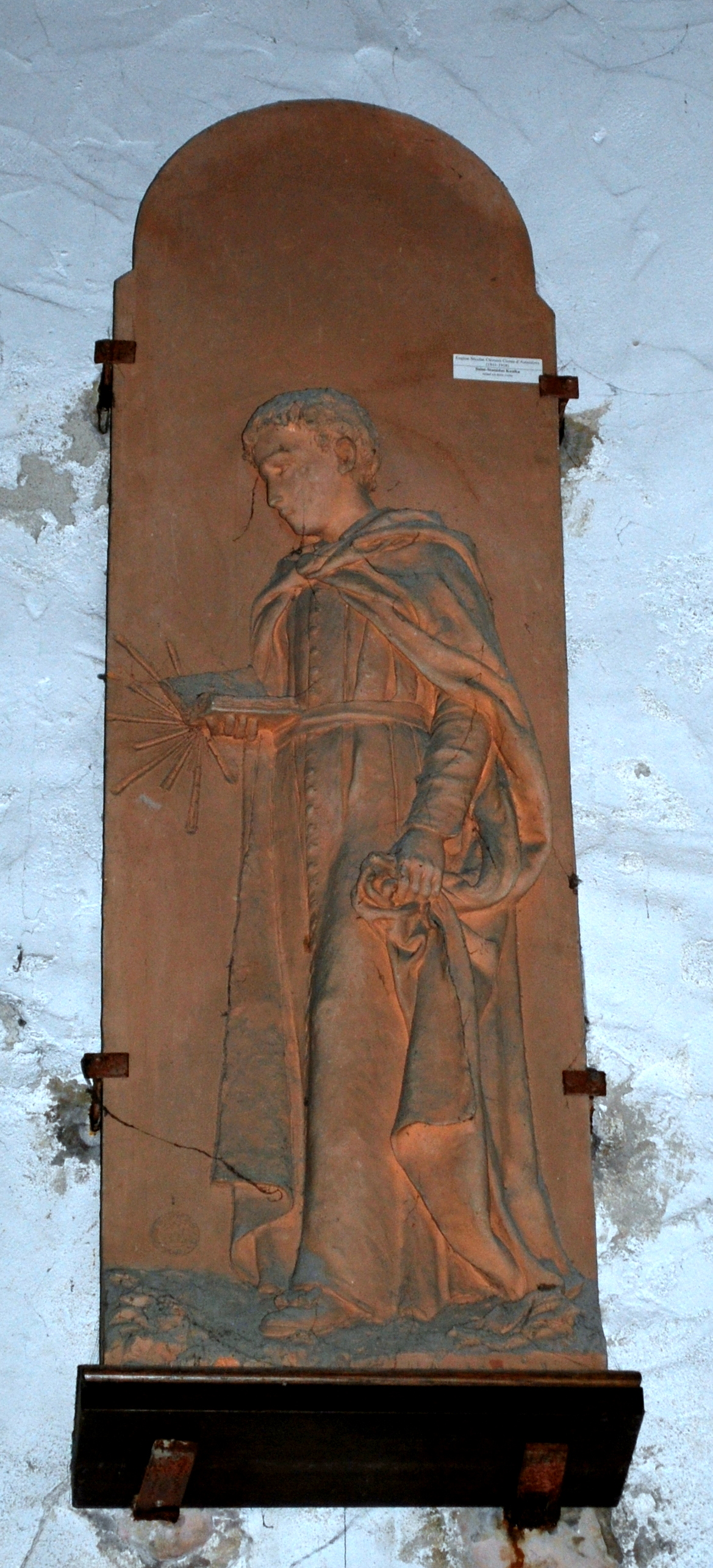
Stanislaus Kostka
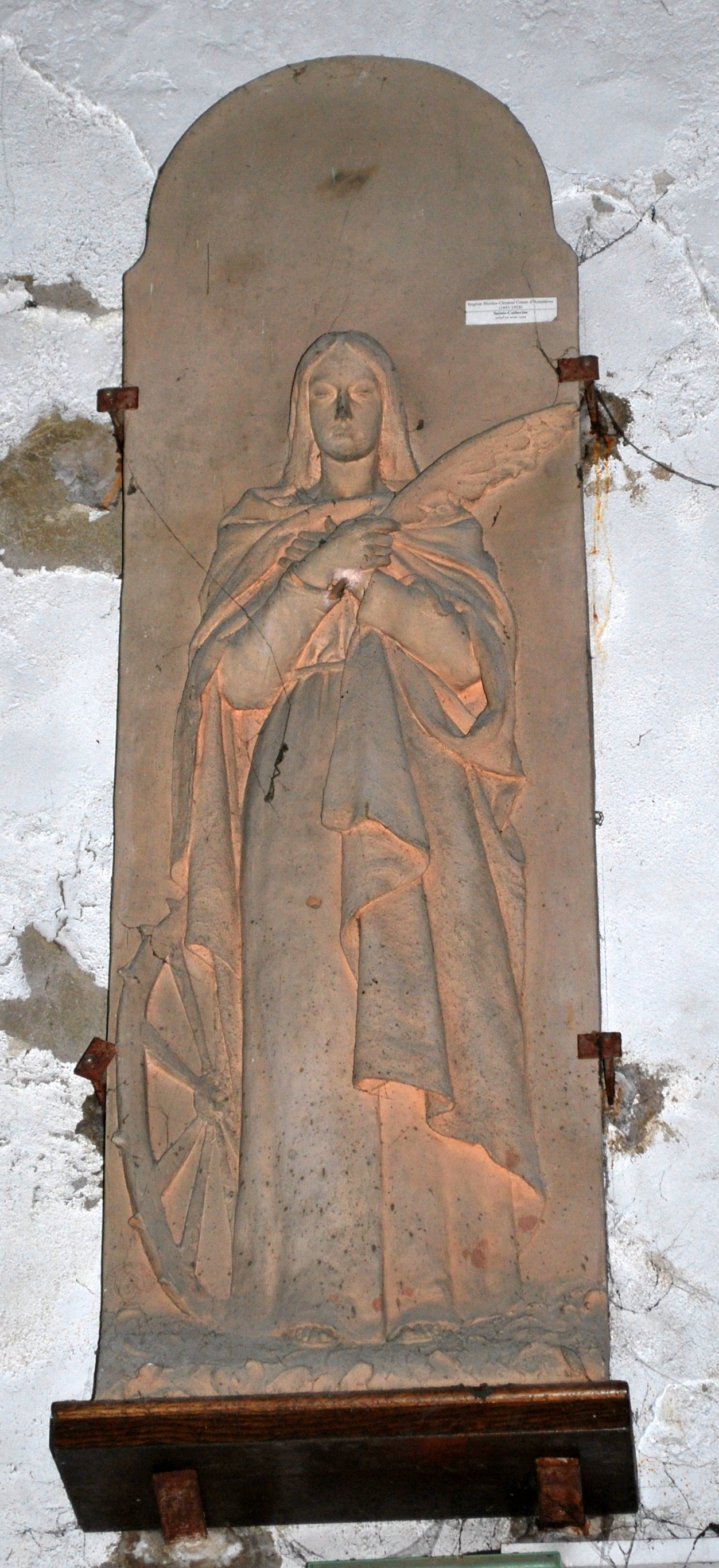
Katharina von Alexandrien
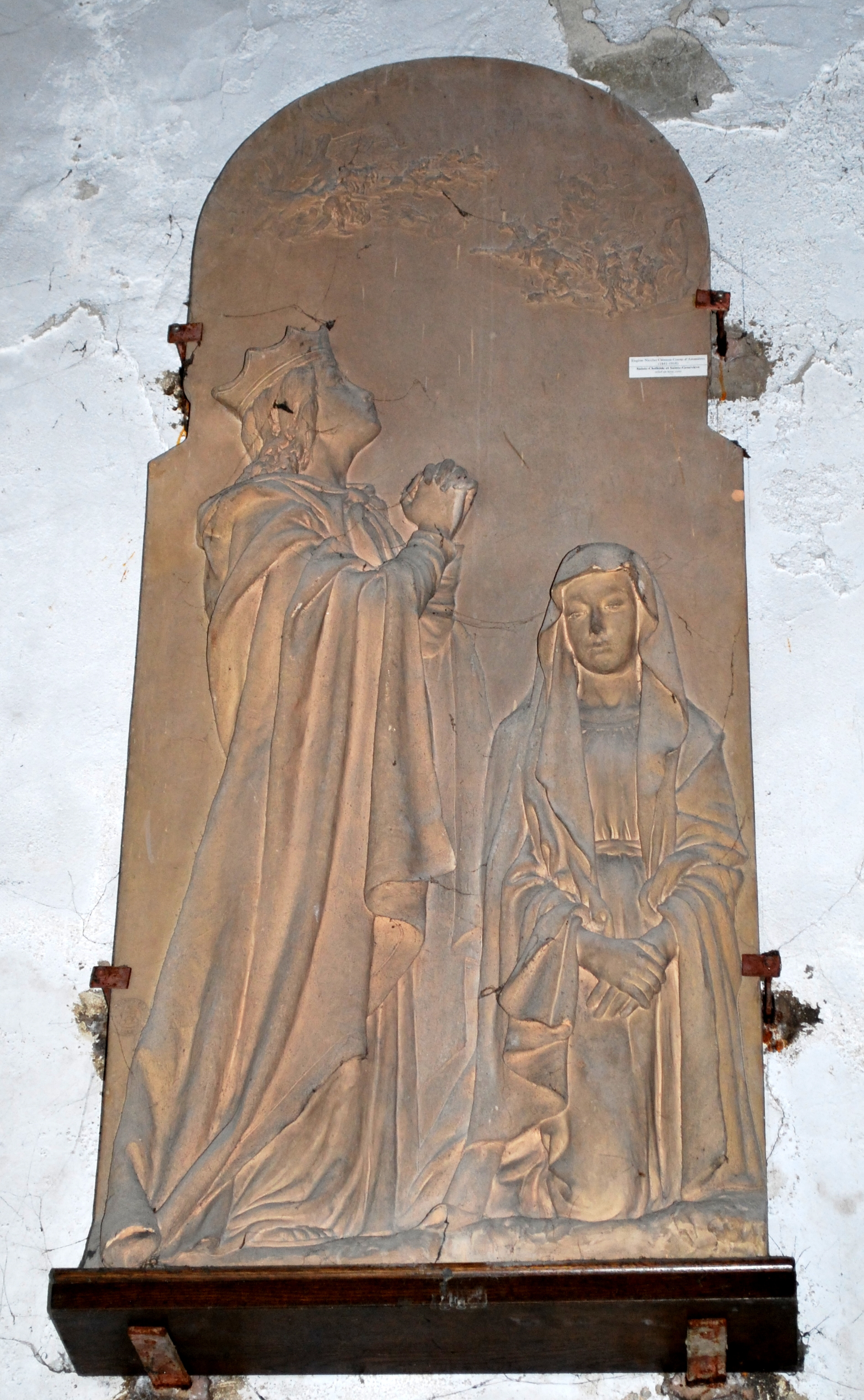
Clotilde und Genoveva von Paris
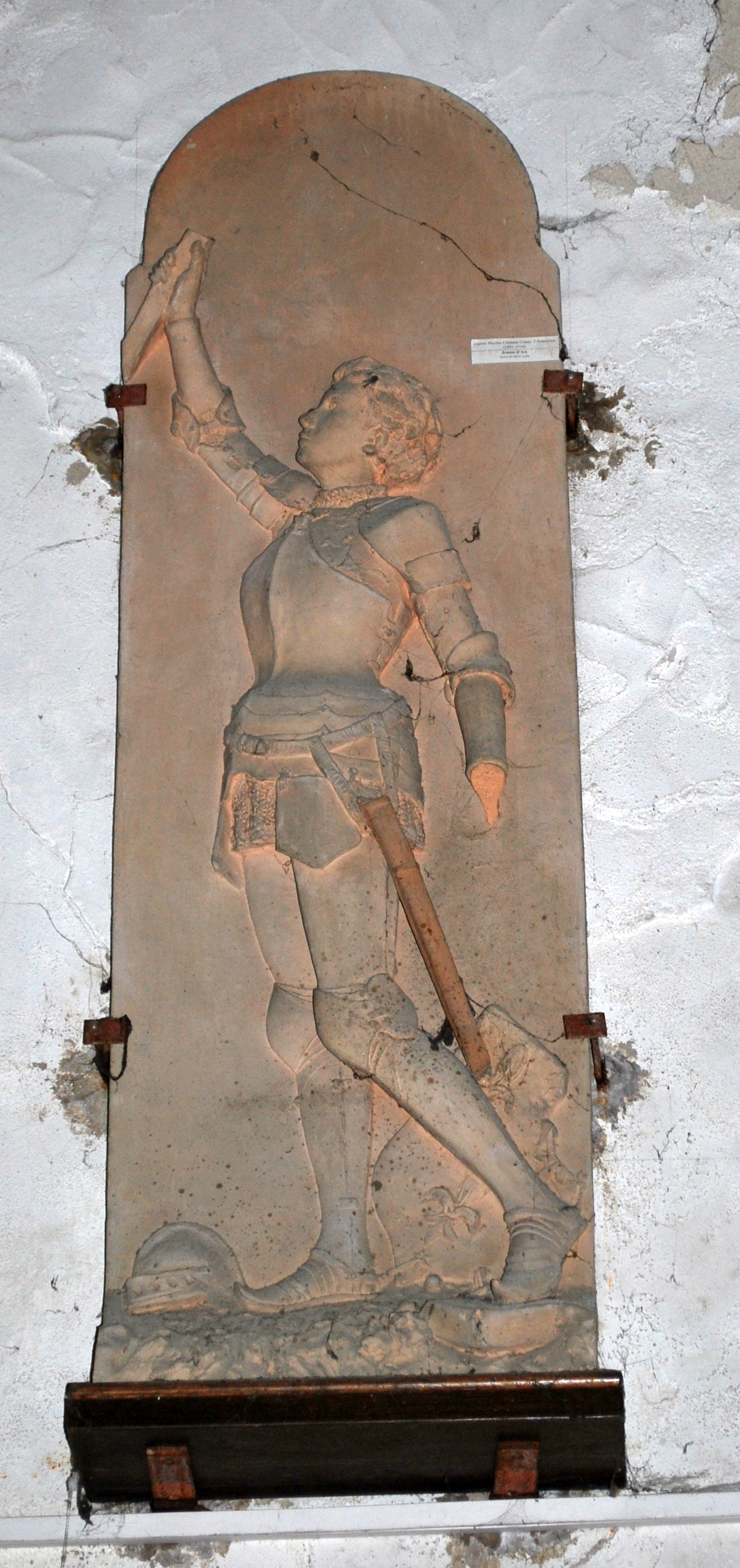
Jeanne d’Arc